# Balmaceda vera
Balmaceda vera là một loài nhện trong họ Salticidae.
Loài này thuộc chi Balmaceda. Balmaceda vera được Cândido Firmino de Mello-Leitão miêu tả năm 1917.